# Krystyna Maria Skarżyńska
Krystyna Maria Skarżyńska z d. Guschlbauer (ur. 2 maja 1934 w Żninie) – profesor nauk technicznych, pracowniczka naukowa Akademii Rolniczej im. H. Kołłątaja w Krakowie

## Życiorys
Urodziła się jako jedyne dziecko Tadeusza, chirurga, i Danuty z d. Buczyńskiej, biolożki. W 1951 roku zdała maturę w Liceum Ogólnokształcącym im. J. Hoene-Wrońskiego w Krakowie. W 1956 ukończyła studia na kierunku budownictwo wodne na Politechnice Krakowskiej. Jeszcze przed ukończeniem studiów (w 1955) została zatrudniona na stanowisku asystenta w Wydziale Inżynierii Środowiska na Akademii Rolniczej w Krakowie. 
Jej zakres badań obejmuje budownictwo ziemne i mechanikę gruntów. Od 1960 do 2004 K. Skarżyńska pracowała w Katedrze Mechaniki Gruntów i Budownictwa Ziemnego AR. Jest specjalistą w dziedzinie geotechniki. W 1964 uzyskała stopień naukowy doktora na podstawie dysertacji „Metodyka prac badawczych paleohydrogeologicznych (na przykładzie Biskupina, Ostrowa Rzępawskiego, Piłakrza i in.). W 1970 została doktorem habilitowanym w oparciu o pracę naukową „Wpływ procesu zamarzania na niektóre właściwości fizyko-mechaniczne gruntów spoistych”. W 1977 podniesiona została do godności profesora nauk technicznych. W latach 1975–1977 Krystyna Skarżyńska obejmowała stanowisko prodziekana Wydziału Melioracji Wodnych, a w latach 1996–1999 była prorektorem ds. Nauki Akademii Rolniczej w Krakowie. 
Odbyła zagraniczne staże naukowe w Anglii (1965-1966), w Holandii 1978), w Szkocji (1986-1987). W 1976 prof. Krystyna Skarżyńska została odznaczona Złotym Krzyżem Zasługi. W 1980 otrzymała Krzyż Kawalerski Orderu Odrodzenia Polski. W 1995 wyróżniono ją Medalem Komisji Edukacji Narodowej.